# Di chỉ khảo cổ

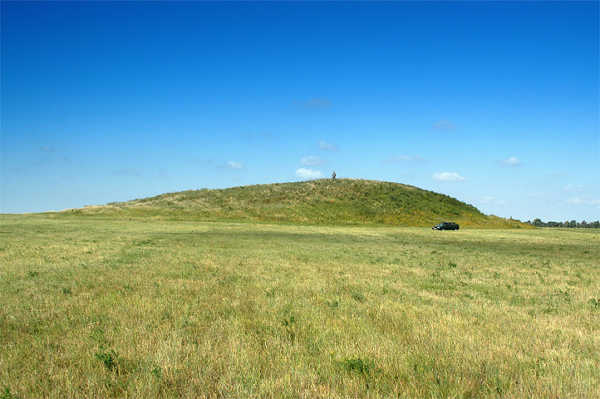
Tàn tích đồi mộ Kurgan ở Nga

Di chỉ khảo cổ hay địa điểm khảo cổ học, đôi khi nói rút gọn là di chỉ, là địa điểm (hoặc một nhóm các địa điểm thực tế), trong đó các bằng chứng về hoạt động trong quá khứ được bảo tồn (tàn tích, di chỉ thời tiền sử hoặc có lịch sử hoặc hiện đại) và đã và đang được hoặc có thể được điều tra bằng cách sử dụng phương pháp khảo cổ học và đại diện cho một phần hồ sơ khảo cổ. Các di chỉ có phạm vi từ khu vực có ít hoặc không có di vật có thể nhìn thấy trên mặt đất, tới các tòa nhà và các công trình khác vẫn đang được sử dụng.

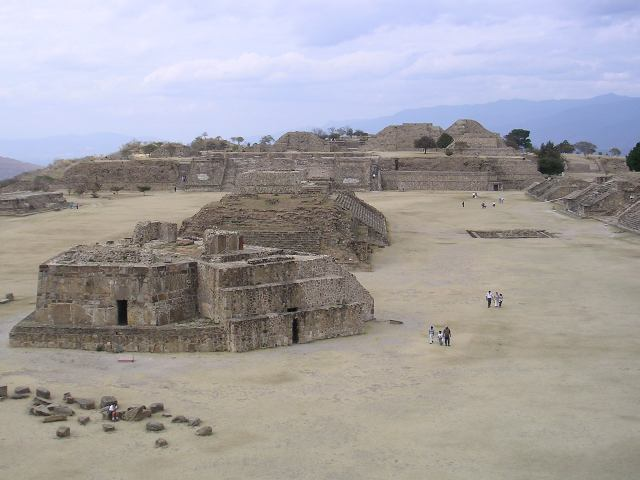
Monte Albán, di chỉ Zapotec ở Oaxaca, Mexico
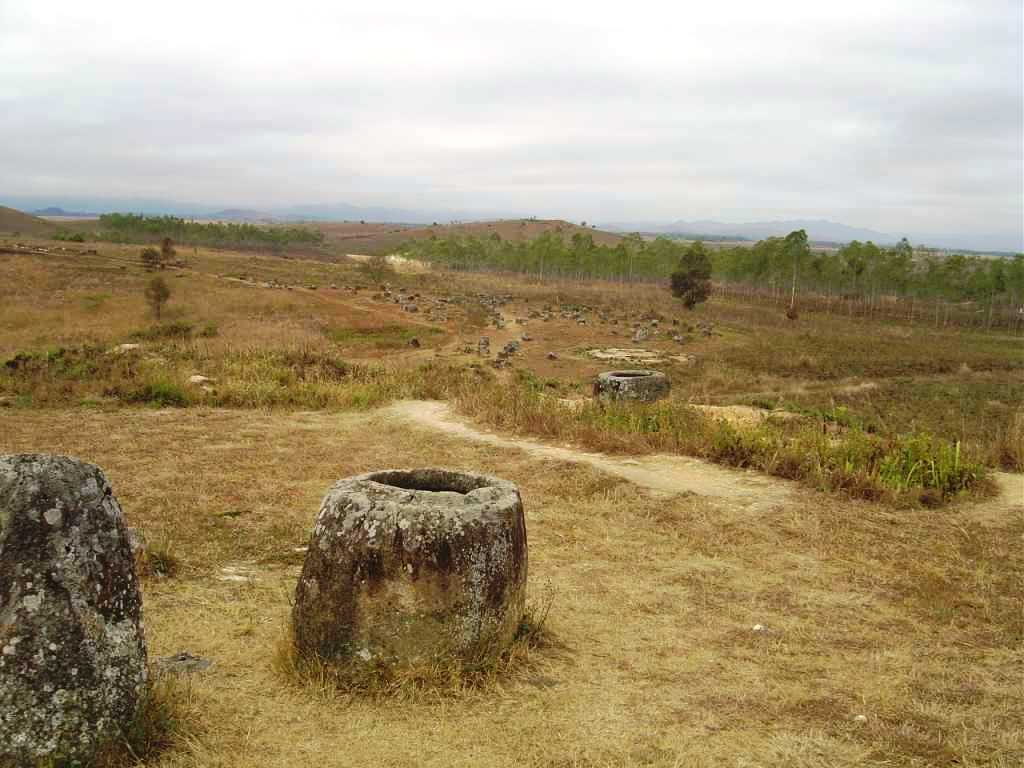
Cánh đồng Chum ở Lào, di chỉ 1
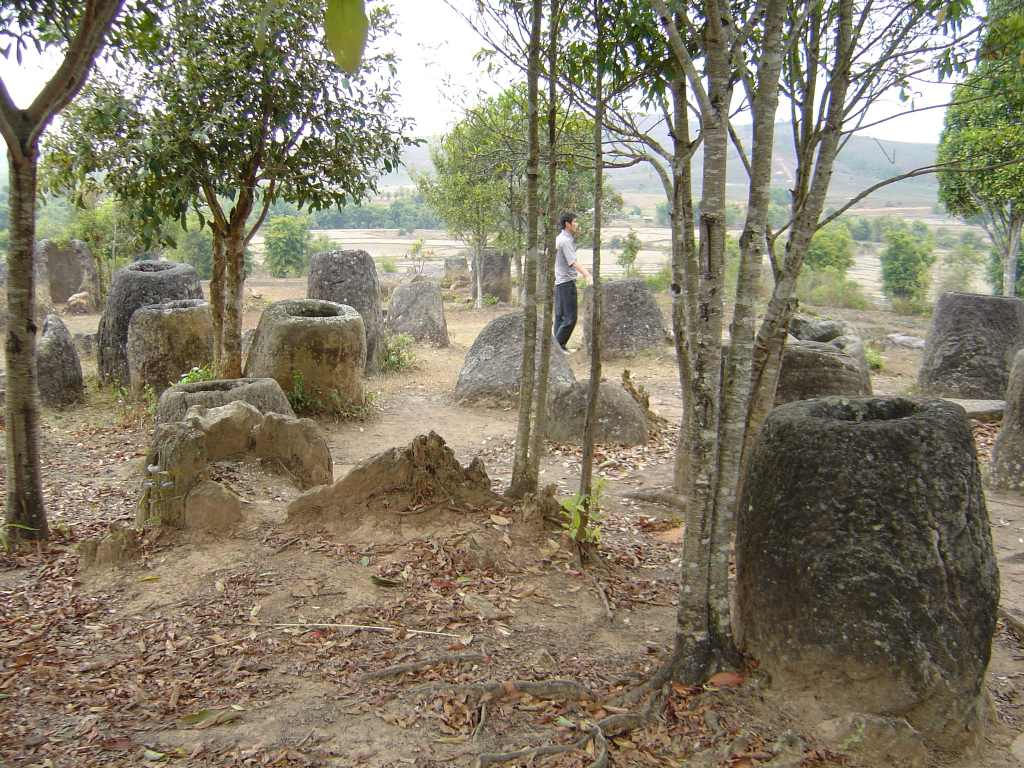
Cánh đồng Chum ở Lào, di chỉ 3